# San José Pie del Cerro
San José Pie del Cerro är en ort i Mexiko.   Den ligger i kommunen Santa María Temaxcaltepec och delstaten Oaxaca, i den sydöstra delen av landet, 400 km sydost om huvudstaden Mexico City. San José Pie del Cerro ligger 667 meter över havet och antalet invånare är 269.
Terrängen runt San José Pie del Cerro är kuperad åt sydväst, men åt nordost är den bergig. San José Pie del Cerro ligger nere i en dal. Runt San José Pie del Cerro är det ganska tätbefolkat, med 78 invånare per kvadratkilometer. Närmaste större samhälle är Santos Reyes Nopala, 7,6 km sydost om San José Pie del Cerro. I omgivningarna runt San José Pie del Cerro växer huvudsakligen savannskog.